# Hochdruckreiniger

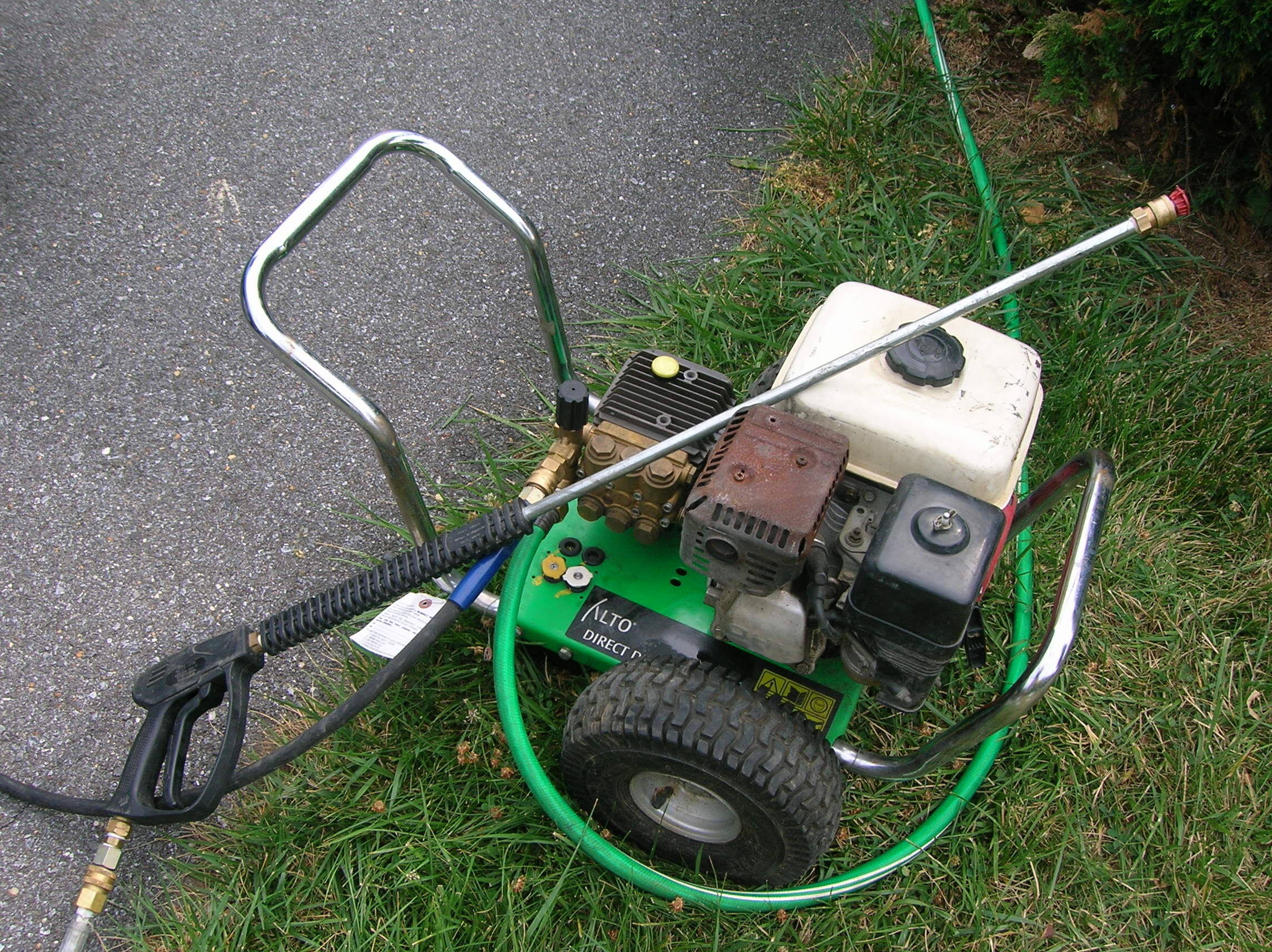
Hochdruckreiniger (Honda)

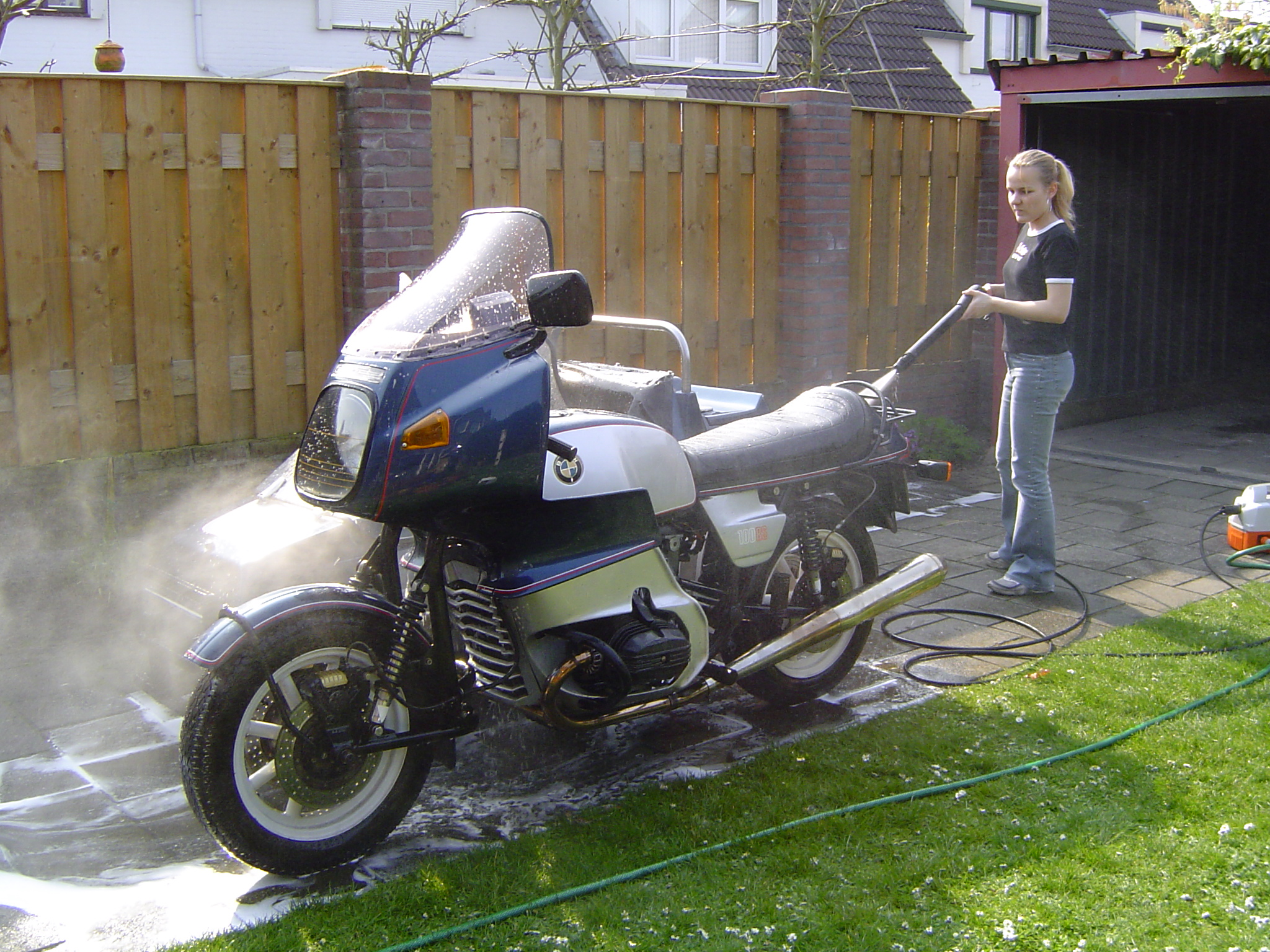
Hochdruckreiniger im Einsatz

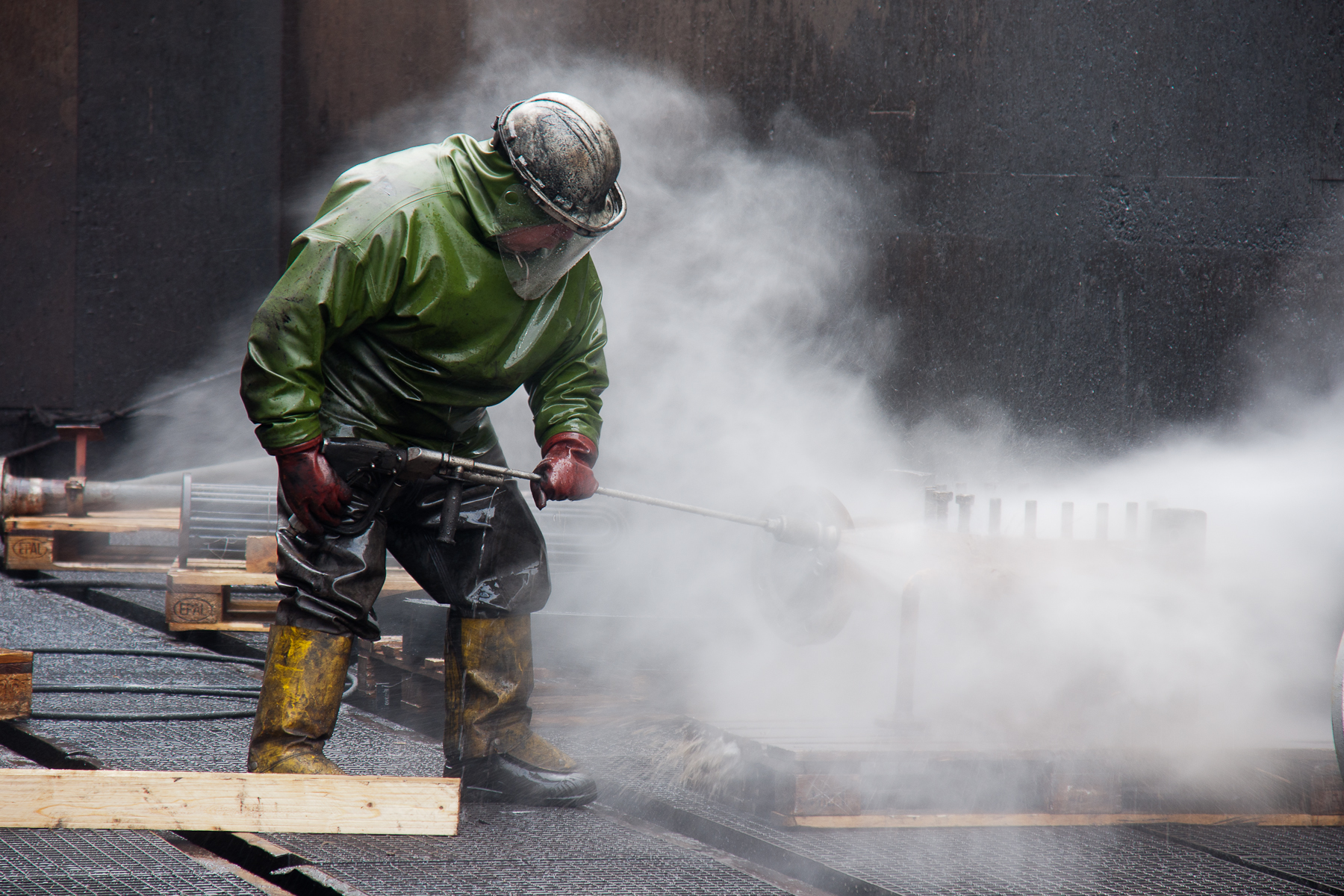
Industrielle Hochdruckreinigung in einem Chemiewerk. Das Tragen spezieller Schutzausrüstung ist vorgeschrieben.

Als Hochdruckreiniger wird ein Arbeitsgerät bezeichnet, das mit Hilfe von 15 bis über 1000 bar Wasserdruck und gegebenenfalls unter Zusatz von Reinigungsmitteln hartnäckige Verschmutzungen entfernt. Der Antrieb erfolgt in der Regel elektrisch oder mittels Verbrennungsmotor. Alternativ stehen auch Hochdruckreiniger mit Hydraulikmotor- oder Zapfwellen-Antrieb (PTO) zur Verfügung.

## Komponenten
Der Hochdruckreiniger besteht in der Regel aus folgenden Komponenten:
- Antriebsmotor
- Hochdruckpumpe
- Heizkörper (optional)
- Reinigungsmitteltank (optional)
- Rahmen mit Fahrgestell
- Schutzhaube
- Hochdruckschlauch
- Handpistole
- Hochdruckdüse

## Funktionsweise
Das Reinigungsmedium (Wasser) wird durch eine Kolbenpumpe unter hohen Druck gebracht und bei beheizten Hochdruckreinigern mittels eines elektrischen Heizelements oder mit fossilen Brennstoffen (Gas oder Heizöl) betriebenen Brenners erhitzt. Der hohe Druck erzeugt an der Reinigungsdüse oder dem Sprühkopf einen Wasserstrahl von hoher Geschwindigkeit. Dadurch lassen sich Oberflächen auch von hartnäckigsten Verunreinigungen oder Farbschichten befreien. Da der Wasserstrahl sehr scharf ist, besteht sowohl eine erhöhte Unfallgefahr für umstehende Personen als auch für die Beschädigung der zu behandelnden Oberfläche. Für komplexe Reinigungsaufgaben sind spezielle Reinigungsmittel erhältlich, die hartnäckigen Schmutz anlösen oder z. B. in der Lebensmittelindustrie desinfizieren.
Hochdruckreiniger der unteren Klasse verwenden Wasserdrücke von 80 bis 100 bar, mit Fördermengen im Bereich von ca. 400 l/h. Die Mittelklasse bilden Geräte von etwa 150 bis 200 bar mit Fördermengen bis ca. 1.200 l/h. Professionelle Geräte haben Fördermengen ab ca. 1.500 l/h. Hochdruckreiniger mit über 1.000 bar Wasserdruck werden auch als Höchstdruckreiniger bezeichnet. Mit diesen Geräten wird im industriellen Bereich mit Drücken bis zu 3.000 bar auch die Bearbeitung von Oberflächen vorgenommen. Durchtrennungen von Metall- oder Steinplatten mit Hilfe von Wasserdruck (Wasserstrahlschneiden) arbeiten ebenfalls mit Höchstdruck.
Für eine optimale Reinigungswirkung braucht man neben ausreichendem Druck auch eine hohe Wassermenge, die für eine hohe Prallkraft sorgt und den gelösten Schmutz abtransportiert (Schwemmleistung).
Mit einer Dreckfräse (oder auch Rotordüse), einer kreisenden Punktstrahldüse, können großflächig hartnäckige Verkrustungen (metallische Oxidationen und Verspakungen) gelöst werden. Sie wird besonders bei Tankreinigungen eingesetzt, ist jedoch bei empfindlichen Materialien nicht zu empfehlen. Hier sollte nur mit einer Flachstrahldüse aus sicherer Entfernung gearbeitet werden.
Einsatzbeispiele:
- Straßenpflasterreinigung in Fußgängerzonen – Beseitigung von Kaugummis
- Fassadenreinigung
- Motorensäuberung (nach Zerlegung) von Ablagerungen

## Geschichte
Der erste Dampfstrahlreiniger stammt aus den USA. Als nach dem Zweiten Weltkrieg in der Amerikanischen Besatzungszone die Geräte von der US-Armee eingesetzt wurden, wurden diese von Alfred Kärcher, dem Gründer des Unternehmens Kärcher, im Auftrag der US-Armee gewartet und repariert. Aus diesen Geräten entwickelte er 1950 den ersten europäischen Hochdruckreiniger, den DS 350. Er verbesserte das bis dahin gängige Dampfreinigungsverfahren, indem er in den Dampfkreislauf eine Pumpe vorschaltete und aufgrund des entstehenden Drucks die Reinigungskraft der Geräte wesentlich verbessern konnte. Heutzutage wird sein (Marken-)Name bzw. der Neologismus kärchern umgangssprachlich häufig als Gattungsname für Hochdruckreiniger im Allgemeinen verwendet.

## Sicherheit
Bei gewerblich eingesetzten Hochdruckreinigern ist in Deutschland eine Sicherheitsüberprüfung gemäß Fristen in BGV-A3 Tabelle 1B: Wiederholungsprüfungen ortsveränderlicher elektrischer Betriebsmittel in Verbindung mit den VDE-Vorschriften vorgeschrieben.
Die ursprüngliche Unfallverhütungsvorschrift BGV D15 (VBG 87) „BG-Vorschrift: Arbeiten mit Flüssigkeitsstrahlern“ wurde mit Inkrafttreten der Betriebssicherheitsverordnung zurückgezogen und ist inhaltlich aufgenommen in die BGR 500, Kapitel 2.36. Die ursprüngliche BGV D15 gilt aber noch für Arbeitsmittel, die vor dem 3. Oktober 2002 den Beschäftigten erstmals bereitgestellt wurden und die nicht unter die Anwendung von EG-Richtlinien fallen, die in deutsches Recht umgesetzt wurden. Das Tragen einer Schutzbrille bzw. von geeigneter Schutzkleidung bei der gewerblichen Nutzung ist die Voraussetzung für den ordnungsgemäßen Betrieb.
Das Merkblatt M13 der BGHW bringt eine übersichtliche Zusammenfassung der aktuellen Regeln und zeigt auch auf, dass für die Bedienung von Hochdruckreinigern ein Mindestalter von 16 Jahren gefordert ist.

## Hersteller (Auswahl)
- Hammelmann Maschinenfabrik
- Kärcher
- Nilfisk (vormals WAP)
- Kränzle